# Place Olympique

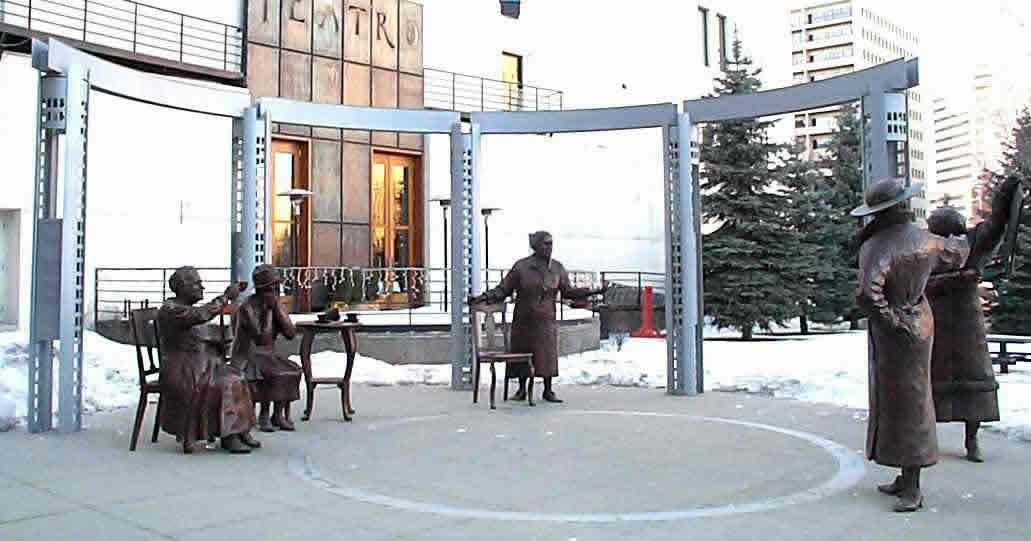
Les statues des Célèbres cinq, sur la place Olympique de Calgary.

La place Olympique est une place de la ville de Calgary, en Alberta, au Canada. S'étendant autour de MacLeod Trail et délimitée par la 7e avenue au nord et la 9e avenue au sud, elle fut créée pour accueillir les cérémonies de remise des médailles lors des jeux olympiques d'hiver de 1988. En 2004, quelque 30 000 personnes envahirent la place pour célébrer la victoire surprise des Flames de Calgary lors de la finale de la Coupe Stanley.
La place Olympique sert de lieu de rencontre et accueille des manifestations culturelles diverses. L'hiver, la cour centrale est convertie en patinoire. La place est aussi le siège du Centre EPCOR des Arts du spectacle, accueillant trois compagnies théâtrales et le Jack Singer Concert Hall.
Une sculpture des Célèbres cinq, les personnalités féminines albertaines qui se battirent pour l'éligibilité des femmes au Sénat du Canada, se dresse sur la place.
La place Olympique est accessible par le réseau C-Train, via l'arrêt portant son nom.